# Trois Jours d'Anvers
Les Trois Jours d'Anvers sont une course cycliste par étapes sur route disputée six fois de 1954 à 1960 à Anvers, en Belgique.

## Palmarès
| Année | Vainqueur,       | Deuxième        | Troisième         |
| ----- | ---------------- | --------------- | ----------------- |
| 1954  | Wim van Est      | Guido De Santi  | Hugo Koblet       |
| 1955  | Germain Derijcke | René Mertens    | André Vlayen      |
| 1956  | Rik Van Looy     | Raymond Impanis | Wim van Est       |
| 1957  | Leon Van Daele   | Gilbert Desmet  | Joseph Planckaert |
| 1958  | André Vlayen     | Rik Van Looy    | Frans Aerenhouts  |
| 1960  | Eddy Pauwels     | Rolf Wolfshohl  | Lode Troonbeeckx  |